# Сулейман бен Иль-Гази
Шамседдин Сулейман бен Иль-Гази (араб. شمس الدولة سليمان بن الغازي بن‎, тур. Šams ad-Daula Sulaimān b. Il-Ġāzī; ум. 1124) — сын Иль-Гази.
Сулейман известен тем, что был оставлен Иль-Гази в качестве его заместителя в Алеппо, но пошёл против отца. Иль-Гази мятеж подавил, но сына простил. В 1122 году Сулейман сопровождал отца из Мардина в Майяфарикин, но по пути Иль-Гази умер. С 1122 года и до своей смерти в 1124 году Сулейман правил Майяфарикином.

## Биография

### Ранние годы
Сулейман был сыном Иль-Гази, основателя мардинской ветви Артукогуллары, и одной из его жён, Йель-хатун, дочери атабека Тугтекина. Бар-Эбрей писал, что в 1121 году Сулейману было более 20 лет.
Первое упоминание Сулеймана, согласно Ибн Хальдуну, относится к 1095/96 году. В это время Сулейман правил в Самосате. сельджукский правитель Дамаска, Дукак, заключил Иль-Гази в тюрьму. Брат Дукака, Рыдван, нашёл союзника против Дукака в Сулеймане, который был зол на Дукака за арест отца. В  феврале 1096 года Сулейман прибыл к Рыдвану в Алеппо на берег ручья Кувайк. К этому времени прибыл и брат Иль-Гази, Сукман. Вместе они выступили против армии противника. Утром  22 марта 1096 состоялась битва, длившаяся весь день.  При поддержке Сулеймана и Сукмана Рыдван победил Дукака и тот согласился признать суверенитет Рыдвана.

### Алеппо
Следующее упоминание Сулеймана относится к более позднему периоду. В 1119 году после битвы при Хабе Иль-Гази оставил Сулеймана в Алеппо и вернулся в Мардин для вербовки солдат.
Ко времени после грузинской экспедиции Иль-Гази (август 1121) относится его конфликт с Сулейманом, которого он оставил своим заместителем в Алеппо. Согласно традиционной версии, вернувшись в Мардин, Иль-Гази обратился к нему с какими-то просьбами. Окружение Сулеймана спровоцировало его не слушаться отца, и даже воспитанник Артука-бея Хаджиб Насир выступал против соблюдения верности Иль-Гази. Узнав о мятеже сына, Иль-Гази послал Балака подавить восстание. Затем Иль-Гази и сам быстро прибыл в Алеппо в  ноябре 1121 года, желая наказать сына, но Сулейман извинился перед отцом. Иль-Гази чуть не убил своего сына, которого поймал в пьяном виде, но потом пожалел и помиловал его. Однако Сулейман решил, что безопаснее бежать к своему деду по матери, атабеку Дамаска Тугтекину, который вступился за него. Согласно Кемаледдину ибн аль-Адим, ходили слухи, что мятеж Сулеймана был инсценировкой самого Иль-Гази. Причиной стало его нежелание отдавать Алеппо своему зятю и союзнику Дубайсу. Отправляясь в грузинскую экспедицию, Иль-Гази обещал «отдать ему Алеппо и сто тысяч динаров», если тот соберёт армию и поможет ему. После грузинской кампании Иль-Гази, якобы, передумал и написал своему сыну в Алеппо: «А [Иль-Гази] изменил своё решение и дал тайный приказ своему сыну Сулайману сделать вид, что он поднял против отца бунт, чтобы иметь предлог для отказа от соглашения, заключённого Иль-Гази с Дубайсом». По мнению турецкого историка А. Севима, эта версия ошибочна, потому что реакция Иль-Гази говорит о его неподдельном гневе. Он сразу же прибыл в Алеппо, узнав о мятеже, а после подавления восстания жестоко наказал некоторых из его инициаторов. Кемаледдин ибн аль-Адим описывал Сулеймана беспомощным, и деспотичным правителем. По словам К. Хилленбранд, «Он был очень молод и легко поддавался злым советам своего окружения».

### Смерть отца
В 1122 году Сулейман вместе с Йель-хатун сопровождал заболевшего отца из Мардина в Майяфарикин. По словам Михаила Сирийца, по пути из Мардина в Майяфарикин Иль-Гази умер. Сулейман и Йель-хатун скрыли его смерть, наняв двух людей придерживать тело Иль-Гази. Стражникам сказали, что Иль-Гази болен, и те отворили ворота. Таким образом Сулейман оказался в городе и стал в нём править. По словам историка К. Хилленбранд, нет никакой уверенности в том, что Иль-Гази назначал Сулеймана своим преемником в Майяфарикине. Михаил Сириец утверждал, что Иль-Гази назначил своим наследником Тимурташа, править Майяфарикином Сулейман стал случайно: «скончался в пути, распорядившись, чтобы после него правил его сын  Тимурташ, Этот же отсутствовал, и его /другой / сын, Сулайман, сопровождавший отца, отвёз его в Майферкат, похоронил и стал там править». Сулейман назначил визирем Абд аль-Малика и передал дела ему.

### Отношения с Тимурташем
По словам Ибн аль-Каланиси, сначала Сулейман и Тимурташ оставались в дружеских отношениях. Между ними было бы сравнительно легко поддерживать мирные отношения, когда Тимурташ часто бывал вдали от Мардина на службе у Балака. Но после смерти Балака Дубайс победил Тимурташа на Мардж Дабик и прогнал его из региона Алеппо. Тимурташ отступил в Дияр-бакр и обратился за помощью к Сулейману (сентябрь 1124). Почти сразу между братьями начался раздор. Ибн аль-Каланиси писал, что между двумя братьями возникла ссора, «продолжившаяся из-за их обоих недостатков». По словам Ибн аль-Каланиси, «между ними возникла ссора, в которой они оба были непреклонны». Присутствие по соседству брата мешало Сулейману расширять территории. Ибн аль-Азрак сообщал, что Сулейман захватил Хартперт после смерти Балака, город Хаза у Рукнеддина Давуда, Артукида из Хисн-Кайфы, и деревни в недалеко от Майяфарикина. Ибн аль-Фурат указывал, что Сулейман готовился к нападению на Тимурташа. Примерно через месяц после приезда Тимурташа из Алеппо в Мардин Сулейман умер. По словам К. Хилленбранд, это могло быть не простым совпадением. Но прямых данных о причастности Тимурташа к смерти брата нет.

### Семья
Сулейман женился в 1122 году на Сайиде-хатун, дочери Кылыч-Арслана. Ибн аль-Азрак писал: «У него остался сын по имени Махмуд, которого я видел в Мардине. Ему было очень плохо, и я не знаю, что с ним стало».